# Palazzo Amati
Il Palazzo Amati di Taranto è uno dei palazzi più prestigiosi del Borgo Antico della città. Fu costruito nella seconda metà del Settecento dal Barone Giacomo Amati, mediante una complessa opera di unione di tre edifici minori di sua proprietà fin dal 1748. Il palazzo si affaccia sul Mar Grande, ma l'ingresso con l'imponente portale si trova in vico Vigilante.
Nel 1869 il palazzo fu espropriato ed in parte demolito dal Comune per fare posto alla strada delle mura, oggi corso Vittorio Emanuele II.
Dopo il restauro del 1889  il palazzo è stato utilizzato come edificio scolastico. A partire dal 1960 venne abbandonato perché inagibile. Dopo l'ultimo restauro, ultimato nel 1977, il piano cantinato su più livelli, da cui un tempo si accedeva direttamente al mare, fu destinato ad attività sportive e ginniche. Fu sede universitaria del corso di laurea in Scienze della Maricoltura, mentre alcuni locali del piano terra furono adibiti a Museo del mare, con l'esposizione di collezioni di prodotti marini e di attrezzi per la pesca.
Attualmente, grazie ad un progetto finanziato da " Fondazione con il sud", ospita il Centro Euromediterraneo del Mare e dei Cetacei denominato Ketos e gestito dall'associazione di ricerca scientifica Jonian Dolphin Conservation in partenariato con altre associazioni locali.
L'edificio è di grandi proporzioni, e con le sue 37 stanze, rappresentò degnamente il rango di appartenenza della nobile famiglia, nella quale si contavano ben 9 figli nel 1754 e con una numerosa servitù al proprio servizio. Di particolare fattura e pregio erano le logge in ferro, la scala in marmo, la galleria e la sala, mentre estremamente funzionale era il piano cantinato, dove si trovavano pozzi e cisterne per la conservazione dell'olio e del vino.